# آچیتو ویواس
آچیتو ویواس (اسپانیایی: Achito Vivas‎؛ زادهٔ ۱ مارس ۱۹۳۴) بازیکن فوتبال اهل کلمبیا بود.
از باشگاه‌هایی که در آن بازی کرده‌است می‌توان به باشگاه فوتبال دپورتیوو پریرا، باشگاه فوتبال اتلتیکو ناسیونال، باشگاه ورزشی اتلتیکو جونیور، و باشگاه فوتبال اونس کالداس اشاره کرد.
وی همچنین در تیم ملی فوتبال کلمبیا بازی کرده‌است.